# Kostuumdrama

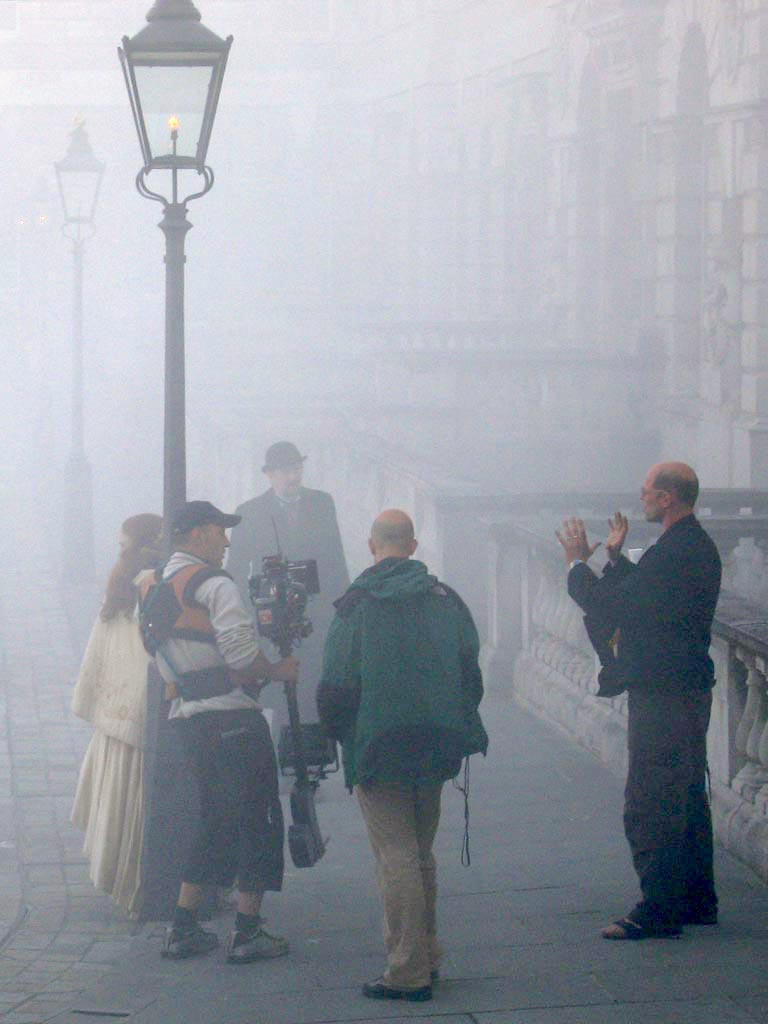
Het filmen van een kostuumdrama dat zich afspeelt in Londen eind negentiende eeuw.

Kostuumdrama's zijn films, televisieseries of toneelstukken die zich in een andere tijdsperiode dan de huidige afspelen. Om de suggestie van een ander tijdperk te wekken zijn daarbij kostuums en decors nodig. Bij een kostuumdrama is daaraan extra veel aandacht besteed om een zo mooi en realistisch mogelijke weergave te bereiken.
Er worden twee vormen van kostuumdrama onderscheiden. De meest gangbare is die van het 'historische kostuumdrama' of historisch drama. Voorbeelden daarvan zijn verfilmingen van de legende van Robin Hood, de boeken van Jane Austen (1775-1817) en de Sherlock Holmes-verhalen van Sir Arthur Conan Doyle (1859-1930). Minder gebruikelijk is de term 'futuristisch kostuumdrama', die op veel sciencefictionfilms van toepassing is.